# Talia al Ghul
Talia al Ghul (arab. تاليا الغول) – fikcyjna postać (złoczyńca lub antybohaterka) występująca w różnych komiksach z udziałem Batmana, które wydaje DC Comics. Została stworzona przez scenarzystę Dennisa O’Neila i rysownika Boba Browna. Talia al Ghul pierwszy raz pojawiła się w magazynie Detective Comics vol. 1 #411 (maj 1971). W zamyśle O’Neila postać Talii al Ghul miała być kombinacją dwóch bohaterek kobiecych z książek autorstwa Saxa Rohmera: Karamanehy i Fah lo Suee – córki złowrogiego dr. Fu Manchu (na którym był wzorowany Ra’s al Ghul). Kolejną ważną inspiracją były motywy zaczerpnięte z szóstego filmu o przygodach Jamesa Bonda pod tytułem W tajnej służbie Jej Królewskiej Mości (On Her Majesty's Secret Service) z 1969 roku.
Talia jest córką Ra’s al Ghula, potężnego ekoterrorysty i przywódcy zbrojnej organizacji Ligi Zabójców (League of Assassins), który to znany jest jako jeden z największych wrogów Batmana. Ukazywana jest zarówno jako wróg człowieka nietoperza, jak również jako kochanka superbohatera z Gotham City. Z ich związku narodzili się Damian Wayne (piąty Robin). Jej przyrodnią siostrą jest Nyssa Raatko, ma także brata – Dusana al Ghula. Jest piękna i inteligentna. Jest sprawną bizneswoman, co udowodniła kierując należącą do Lexa Luthora korporacją LexCorp (Talia stała się przewodniczącą firmy Luthora, kiedy ten objął urząd Prezydenta Stanów Zjednoczonych). Podobnie jak swój ojciec korzysta z Jam Łazarza (Lazarus Pits), zdolnych ożywić martwą osobę i przedłużyć jej życie.
Poza komiksem Talia al Ghul gościła również w kilku adaptacjach przygód Batmana. Pierwszy raz w wersji aktorskiej pojawiła się w filmie Mroczny rycerz powstaje (The Dark Knight Rises), gdzie „Mirandę Tate”/Talię zagrała Marion Cotillard, zaś młodą Talię Joey King. W grze komputerowej Batman: Arkham City głosu użyczyła jej aktorka Stana Katic. W filmie animowanym Batman DCU: Syn Batmana (Son of Batman) głosu postaci użyczyła aktorka Morena Baccarin.